# Escut i bandera de Beniflà
L'escut i la bandera de Beniflà són els símbols representatius de Beniflà, municipi del País Valencià a la comarca de la Safor.

## Escut heràldic
L'escut oficial de Beniflà té el següent blasonament:
| « | Escut quadrilong de punta redona. D'atzur, una venera d'argent flanquejada per dos escussons d'or carregats amb tres faixes de gules. En punta, tres faixes ondades d'argent. Al timbre, corona reial oberta. | » |

## Bandera
La bandera oficial de Beniflà té la següent descripció:
| « | Bandera de proporcions 2:3. De blau, al centre una venera de gris perla, flanquejada de dos cairons grocs carregats amb tres faixes de roig. En la part inferior, tres faixes ondades de blanc o gris perla, alternades amb dues faixes ondades de blau. | » |

## Història
L'escut s'aprovà per Resolució de 26 de març de 2012, del conseller de Presidència, i publicat en el DOCV núm. 6.749, de 5 d'abril de 2012.
La bandera s'aprovà per Resolució de 18 de gener de 2016, de la Presidència de la Generalitat, publicada en el DOCV núm. 7.710, de 2 de febrer de 2016.
La venera és el símbol de Sant Jaume, patró de la localitat. El faixat ondat representa el riu Serpis, que passa per la població. Els escudets caironats són les armories dels Carròs, primers senyors del Castell de Rebollet, jurisdicció a la qual pertanyia Beniflà.